# Consejo Privado del Rey (Tailandia)

Consejo Privado en Tailandia Es un grupo de personas que asesoran al Rey En asuntos de consulta En el pasado, utilizó el nombre Previ Council (El Consejo del Reino), el Consejo Privado y el Consejo Privado, respectivamente, antes de cambiar al nombre actual

El Consejo Privado del Rey de Tailandia es un órgano previsto en la Constitución interina de Tailandia como asesor del Rey. Son nombrados libremente por el monarca y lo representan en actos y funciones oficiales. Así mismo tienen la facultad de proponer las modificaciones que consideren convenientes en orden a la sucesión. El presidente del consejo privado actúa como regente durante la ausencia del rey.
El consejo privado del rey Bhumibol Adulyadej está compuesto, desde 2005 por:
Presidente
- General Prem Tinsulanonda, (Thai: เปรม ติณสูลานนท์ )

Resto de miembros
- Chaovana Nasylvanta (en tailandés: เชาวน์ ณ ศีลวันต์)
- Tanin Kraivixien (en tailandés: ธานินทร์ กรัยวิเชียร)
- Usni Pramoj (en tailandés: อัศนี ปราโมช)
- Kamthon Sindhavananda (en tailandés: กำธน สินธวานนท์)
- Siddhi Savetsila (en tailandés: สิทธิ เศวตศิลา )
- Chulanope Snidvongs Na Ayuthaya (en tailandés: จุลนภ สนิทวงศ์ ณ อยุธยา)
- Pichitr Kullavanijaya (en tailandés: พิจิตร กุลละวณิชย์ )
- Ampol Senanarong (en tailandés: อำพล เสนาณรงค์ )
- Chamras Kemacharu (en tailandés: จำรัส เขมะจารุ )
- Thawisan Ladawan (en tailandés: ทวีสันต์ ลดาวัลย์ )
- Thepkamol Devakula (en tailandés: เทพกมล เทวกุล)
- Sakda Mokkamakkul (en tailandés: ศักดา โมกขมรรคกุล)
- Palakorn Suwanarat (en tailandés: พลากร สุวรรณรัฐ )
- Kasem Watanachai (en tailandés: เกษม วัฒนชัย )
- Sawat Wathanakorn (en tailandés: สวัสดิ์ วัฒนายากร )
- Surayud Chulanont (en tailandés: สุรยุทธ์ จุลานนท์ )
- Santi Thakral (en tailandés: สันติ ทักราล)
- Chumpon Pajjasanon (en tailandés: ชุมพล ปัจจุสานนท์ )

- Datos: Q1787431
- Multimedia: Privy Council of Thailand / Q1787431